# Sīānāb-e Pārāb
Sīānāb-e Pārāb är en ort i Iran.   Den ligger i provinsen Kermanshah, i den nordvästra delen av landet, 500 km väster om huvudstaden Teheran. Sīānāb-e Pārāb ligger 1 142 meter över havet och antalet invånare är 196.
Terrängen runt Sīānāb-e Pārāb är kuperad åt sydväst, men åt nordost är den bergig. Terrängen runt Sīānāb-e Pārāb sluttar västerut. Runt Sīānāb-e Pārāb är det ganska tätbefolkat, med 67 invånare per kvadratkilometer. Närmaste större samhälle är Sheykh Salleh, 8,2 km väster om Sīānāb-e Pārāb. Omgivningarna runt Sīānāb-e Pārāb är i huvudsak ett öppet busklandskap.